# Gustav Schilling (musicologista)
Friedrich Gustav Schilling (3 de novembro de 1805 - março de 1880) foi um musicólogo, editor e lexicógrafo da Alemanha.

## Vida
Nasceu em Schwiegershausen (Alemanha), filho de um cantor e professor de aldeia e se apresentava como pianista desde os dez anos de idade. A partir de 1823, frequentou a Universidade de Göttingen, onde estudou teologia e provavelmente obteve um doutorado em filosofia. Em 1826, foi para a Universidade de Halle, onde terminou seus estudos. Em 1830, estabeleceu-se como professor de piano em Stuttgart e tornou-se diretor do instituto de música fundado por Franz Stöpel.
Ppublicou vários livros sobre música e educação musical, nos quais defendia uma visão clássica e conservadora da arte, segundo a qual a seria a "perfeição da humanidade" O padrão de toda arte, conectado com o ideal educacional popular, era que a prática musical e o conhecimento musical poderiam ser aprendidos por todos, se apenas se aplicasse o sistema correto. Tornou-se mais conhecido através da Encyclopädie der gesammten musikalischen Wissenschaften (1835-1838), em tradução literal "Enciclopédia de todas as ciências musicais", a qual editou e da qual participaram numerosos músicos e estudiosos importantes da época. Em alguns de seus escritos foi acusado por seus contemporâneos de plágio.  Por exemplo, sua obra principal, Versuch einer Philosophie des Schönen in der Musik ("Buscando uma filosofia de beleza na música" de 1838), baseia-se nos Charinomos de Carl Seidel. Beiträge zur allgemeinen Theorie und Geschichte der schönen Künste ("Contribuições para a teoria geral e história das artes plásticas", dois volumes, Magdeburg 1825 e 1828). Em parte, também se plagiou. Além do plágio, os contemporâneos também criticaram erros factuais e adoções não verificadas de outras obras nas enciclopédias de Schilling. As críticas, entre outras de Heinrich Dorn e Carl Ferdinand Becker, resultaram em polêmicas públicas, que foram publicadas no Neue Zeitschrift für Musik ("Nova Revista de música") editado por Robert Schumann e no Jahrbüchern des deutschen National-Vereins für Musik und ihre Wissenschaften (Anuários da Associação Nacional Alemã de Música e Ciências) editado por Schilling.
Em 1839, Schilling fundou a "Deutscher National-Verein für Musik und ihre Wissenschaft" (Associação Nacional Alemã de Música e sua Ciência) e ganhou o Kassel Kapellmeister Louis Spohr para a presidência. Tornou-se secretário permanente desta associação e editor responsável do Jahrbücher des Deutschen Nationalvereins für Musik und ihre Wissenschaft, publicado de 1839 a 1843.
Fugiu de Stuttgart em 1 de abril de 1857,  e viajou via Liverpool para os Estados Unidos, onde encontrou abrigo com um de seus filhos. Ele morou primeiro em Nova York, depois no Canadá e, finalmente, em Nebraska, na fazenda de seu filho. Por dívidas no valor de 150.000 florins e falsificação de letras de câmbio, ele foi condenado em 23 de dezembro de 1862 "a uma servidão penal de dez anos". No entanto, a extradição para a Alemanha falhou.
Schilling morreu em Crete, Nebraska.